# Rubber-hose cryptanalysis
Rubber-hose cryptanalysis (übersetzt Gummischlauch-Kryptoanalyse) ist ein Euphemismus, mit dem die Verwendung von Folter mit der Absicht, eine Person zur Herausgabe eines Kennworts oder Dechiffrierschlüssels zu bringen, bezeichnet wird. Obwohl sich der Ausdruck selbst ursprünglich von einer Foltermethode ableitet, bei der jemandem mit einem Gummischlauch wiederholt auf die Fußsohlen geschlagen wird, steht er hier stellvertretend für alle Arten möglicher Foltermethoden.
Der Ursprung dieses Ausdrucks findet sich im Usenet. Die ursprüngliche, englische Definition lautet:

“in which [gemeint: in rubber-hose cryptanalysis] a rubber hose is applied forcefully and frequently to the soles of  the feet until the key to the cryptosystem is discovered, a process that can take a surprisingly short time and is quite computationally inexpensive.”

„während der [gemeint: Gummischlauch-Kryptoanalyse] ein Gummischlauch kräftig und häufig auf den Fußsohlen angewendet wird, bis der Schlüssel des Kryptosystems entdeckt ist, ein Prozess, der überraschend wenig Zeit in Anspruch nehmen kann und ziemlich wenig Rechenaufwand erfordert.“

Dieser Begriff wird häufig eingesetzt, um zu zeigen, dass neben Knacken des Verschlüsselungscodes, was meist überaus aufwendig ist, auch Methoden wie Folter, Erpressung, Bestechung, Social Engineering und ähnliche zur Verfügung stehen, um an verschlüsselte Geheimnisse zu kommen. Er war namensgebend für eine 1997 entwickelte Verschlüsselungssoftware Rubberhose, mit der das Konzept der glaubhaften Abstreitbarkeit implementiert werden sollte.